# Osasco (Itália)
Osasco é uma comuna italiana da região do Piemonte, província de Turim, com cerca de 1.125 habitantes. Estende-se por uma área de 5,46 km², tendo uma densidade populacional de 206,4 hab/km². Faz fronteira com Pinerolo, San Secondo di Pinerolo, Bricherasio, Garzigliana.Localiza-se a 37 km sudoeste de Turim e 530 km noroeste de Roma.
Foi neste município que nasceu Antonio Agù, fundador da atual cidade brasileira de Osasco, que recebeu este nome por sugestão do próprio Agù.

## História
Osasco foi um antigo feudo da Era Medieval. Localizada no meio da planície de Pironese com a  estrada que vai de Pinerolo até Saluzzo. No século XIV foi equipado com um castelo e muralhas. O Feudo a princípio pertencia a Achaia, no século XVI passou a pertencer  ao Cacher, daí a construção  no século XV, do  Castelo  dos  Condes de Cacherano, o qual foi reconstruído no século XVIII. Sua arquitetura se caracteriza por ser  um quadrilátero com as torres de canto. A paróquia se concretizou no  século XIX.

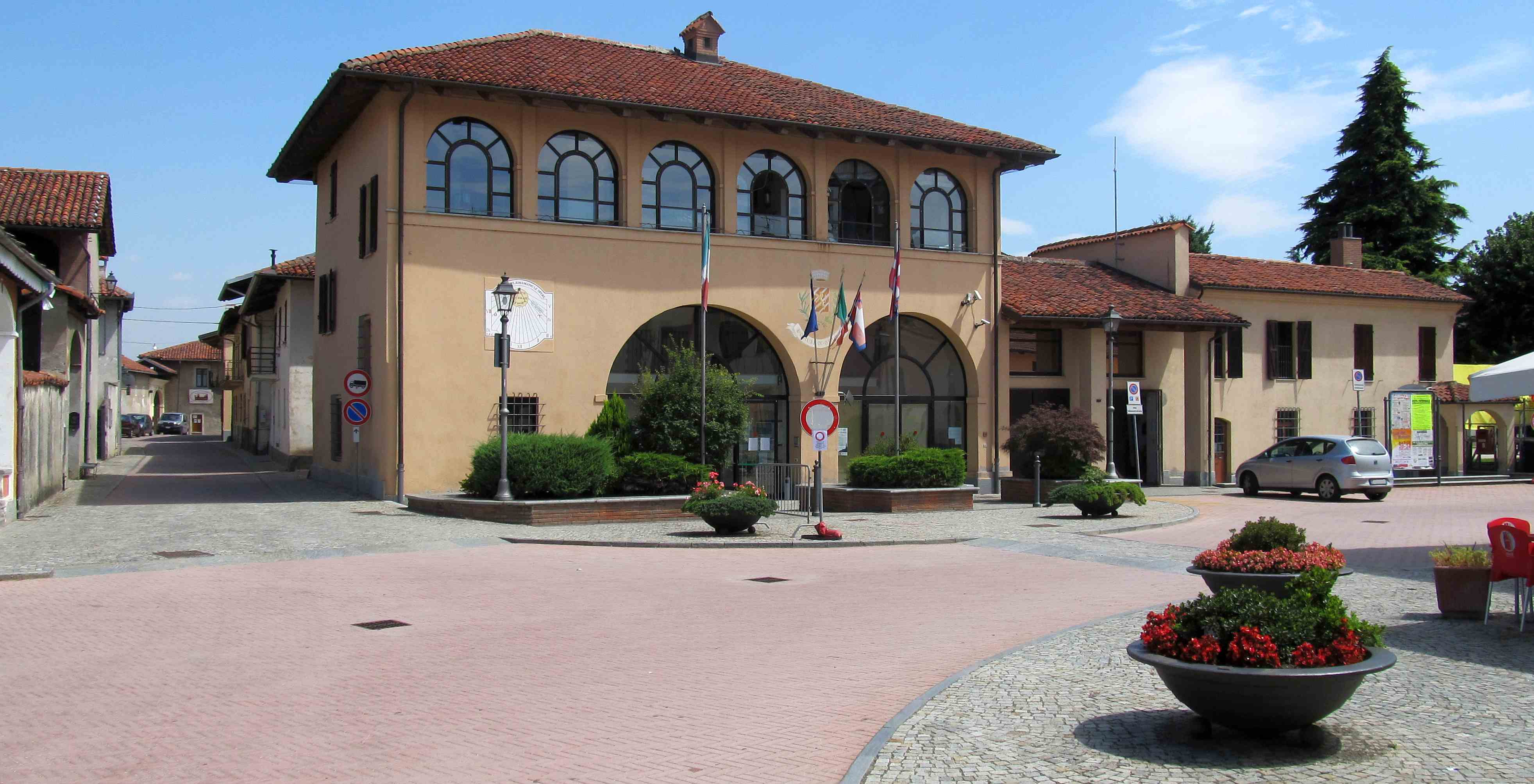
Prefeitura de Osasco

## Educação
Escolas:
- Pinerolo II Osasco, Educação Infantil
- DDPinerolo II Osasco, Ensino Fundamental
- A. Prever, High School: Instituto Profissional de Agricultura e Meio Ambiente - Secção Associados

Bibliotecas:
- Biblioteca Pública

## Geografia

### Topografia
Osasco se situa 344 metros acima do nível do mar.

### Clima
Devido Osasco se localizar muito ao norte da Itália, o clima do município é Continental, caracterizado por verões brandos (Dfb) e invernos rigorosos.

### Hidrografia
- Rio Chisone
- Córrego Pellice

## Economia
O forte da economia de Osasco é a agricultura local. Os produtos plantados são: cereais, uvas, verduras e frutas.

### Mercados
- Mercado de Ala

## Turismo

### Museus
- Museu da vida rural tradicional dos camponeses

### Castelos
- O castelo

### Capelas
- Nossa Senhora das Neves
- A Capela dos Santos Filipe e Antônio de Pádua

### Igreja
- Igreja Paroquial

### Monumentos artísticos
- Pylons
- Portassa
- Monumento Dell'Allea, temático trabalho do mundo. Presente de Osasco, Brasil em 1991 .

## Demografia
Evolução demográfica

## Filhos Ilustres
- Antonio Agú, empresário e fundador da cidade de Osasco, Brasil.

## Cidades irmãs
- Osasco, Brasil